# Punto Switcher
Punto Switcher (Пунто Світчер) — безплатна програма для автоматичного перемикання між різними розкладками клавіатури в ОС Windows і Mac OS X. Першу версію програми, 1.0, було опубліковано 14 вересня 2001 року.

## Про програму
Завдання програми — підвищення зручності роботи з комп'ютером. У фоновому режимі вона проводить статистичний аналіз послідовностей символів, що вводять, і, якщо поєднання букв виявляється нетиповим для мови, якою вводяться символи, програма перемикає мову, стирає надруковане, емулюючи натискання клавіші ← Backspace, і повторно вводить текст уже з правильною розкладкою клавіатури.

## Ліцензія
Програма безплатна для використання, її власником є Яндекс.

## Можливості
- Автоматичне перемикання розкладки клавіатури.
- Ручне виправлення помилково набраного виділеного тексту або останнього набраного слова.
- Заміна системного поєднання клавіш для ручного перемикання розкладки.
- Плаваючий індикатор. Розміщення мовного індикатора будь-де на екрані.
- Програми-винятки (в них програма не відслідковує клавіатуру).
- Переклад кириличного тексту латиницею та назад.
- Поточна розкладки в області сповіщень панелі завдань[1] у вигляді прапорців країн.
- Звукові сповіщення при перемиканні розкладки.
- Автозаміна тексту за заданими шаблонами.
- Очищення тексту від форматування при його копіюванні та вставці. Для активізації опції необхідно призначити для неї «гарячу клавішу».
- Перевірка допустимості поєднання букв для поточної мови в набирати текст, звукове сповіщення при виявленні мовних аномалій.
- Перегляд, збереження у файл буфера обміну Windows, зберігання до 30 буферів обміну.
- Ведення щоденника — збереження всіх текстів, які набираються на клавіатурі (опціонально), також збереження виділеного тексту в щоденник по гарячій клавіші.
- Гарячі клавіші для пошуку виділеного на екрані тексту: «Знайти в Яндексі», «Яндекс.Словниках», «У Вікіпедії».
- Відсилання розробникам поштою нових пропозицій по комбінації преутворених символів.
- Відправлення тексту у Твіттер.

## Історія розробки
Автор програми — Сергій Москальов, він створив програму 2001 року (йому тоді було 43 роки), а 2008-го програму було куплено Яндексом. Розробник став співробітником компанії. Точна сума продажу невідома, її оцінюють в 100 тис. доларів, можливо, акціями Яндекса.
До 2004 року програму Punto Switcher завантажили з сервера близько 2 мільйонів користувачів. З 2007 року у версії 2.96.3 заявлено експериментальну підтримку 32-і 64-розрядних версій Vista. Першою версією, що офіційно належить Яндексу, стала версія 3.0, повністю сумісна з 64-розрядними версіями Windows Vista і Windows XP.
2 липня 2009 року Яндекс випустив Punto Switcher 1.0.0 для Mac OS X.

## Альтернативи
Альтернативні програми автоматичного перемикання розкладки:

### Windows, Windows NT
- Keyboard Ninja
- Orfo Switcher
- Key Switcher

### X Window System, BSD, Linux
- X Neural Switcher

### Mac OS X
- RuSwitcher
- Kirgudu